# Matthew Michael Carnahan
Matthew Michael Carnahan ist ein amerikanischer Drehbuchautor. Unter anderem schrieb er die Drehbücher zu den Spielfilmen Operation: Kingdom (2007) und Von Löwen und Lämmern (2007). Gemeinsam mit Damon Lindelof und Drew Goddard war er an dem Drehbuch zu World War Z (2013) beteiligt. 2019 war Carnahan an den Filmen 21 Bridges und Mosul beteiligt. Letzter bedeutete auch sein Debüt als Regisseur. 
Das Drehbuch für Von Löwen und Lämmern schrieb Carnahan für United Artists. 
Er ist der Bruder von Joe Carnahan, der die Drehbücher zu Narc und Smokin’ Aces schrieb und Regie führte.

## Kritiken
Die Kritiken zu Carnahans Arbeiten waren gemischt. Basierend auf 17 Kritiken erreichte Operation: Kingdom bei Metacritic 55 von 100 Punkten. Rotten Tomatoes führte den Film mit einem positiven Stimmanteil von 53 % auf, basierend auf 120 Kritiken. Kaveh L Afrasiabi von Asia Times nannte den Film „einen pseudo-realistischen Action-Film, welcher nur Erfolg haben kann, wenn wir uns selbst auf die Sichtweise der Weltgeschehnisse von heranwachsenden Amerikanern herablassen“ und „non-stop Unsinn, von Anfang bis Ende“. Er beschuldigte den Film als „FBI-Anbetung“ und „Islamophob“.
Von Löwen und Lämmern erhielt im Allgemeinen eher negativ bis gemischte Beurteilungen von Kritikern. Am 10. November 2007 waren auf der Kritiken-Plattform Rotten Tomatos nur 27 % der 133 abgegebenen Beurteilungen positiv. Bei Metacritic erreichte der Film bei 33 Beurteilungen eine Durchschnittsbewertung von 47 von 100 Punkten.